# Peteranec
Peteranec è un comune della Croazia di 2 848 abitanti della regione di Koprivnica e Križevci.